# The Pool of Flame
Pour plus de détails, voir Fiche technique et Distribution.
The Pool of Flame est un film muet américain réalisé par Otis Turner et sorti en 1916.

## Fiche technique
- Réalisation : Otis Turner
- Scénario : F. McGrew Willis, d'après le roman de Louis Joseph Vance
- Directeur technique : John Coakley
- Date de sortie : États-Unis : 13 mars 1916

## Distribution
- J. Warren Kerrigan : Terence O'Rourke
- Lois Wilson : Princesse Béatrix
- Harry Carter : Duc Victor
- Maude George : Princesse Karan
- Bertram Grassby : Chambret
- H.L. Holland : Danny
- Frank MacQuarrie : Des Trebes
- Earl Rogers : Capitaine Fritz Noelke